# Danska vaterpolska reprezentacija
Danska vaterpolska reprezentacija predstavlja državu Dansku u športu vaterpolu.

## Nastupi na velikim natjecanjima

### Europska prvenstva
- 1991.: 16. mjesto